# 里瓦拉
里瓦拉（義大利語：Rivara），是意大利都灵省的一个市镇。总面积12平方公里，人口2748人，人口密度229.0人/平方公里（2009年）。ISTAT代码为001216。